# Lorena Briceñová
Lorena Andrea Briceñová (* 19. dubna 1978 Neuquén) je bývalá argentinská zápasnice – judistka.

## Sportovní kariéra
S judem začínala ve 12 letech v rodném Neuquén na základní škole v kroužku. Vrcholově se připravovala v Buenos Aires ve sportovním tréninkovém centru CeNARD a doma Neuquénu v Instituto Cárdenas. V argentinské ženské reprezentaci se pohybovala od roku 1996 střídavě ve střední a polotěžké váze. Výrazněji se však prosadila teprve po roce 2004 v polotěžké váze do 78 kg. V roce 2008 se kvalifikovala na olympijské hry v Pekingu, kde prohrála v úvodním kole s Francouzkou Stéphanie Possamaïovou minimálním bodovým rozdílem na koku. Sportovní kariéru ukončila po nevydařené olympijské kvalifikaci v roce 2012.

## Výsledky
| Turnaj                  | 1996      | 1997      | 1998         | 1999         | 2000         | 2001  | 2002  | 2003           | 2004           | 2005           | 2006           | 2007           | 2008           | 2009           | 2010           | 2011           |  |
| Turnaj                  | 18        | 19        | 20           | 21           | 22           | 23    | 24    | 25             | 26             | 27             | 28             | 29             | 30             | 31             | 32             | 33             |  |
| Turnaj                  | polotěžká | polotěžká | střední váha | střední váha | střední váha | těžká | těžká | polotěžká váha | polotěžká váha | polotěžká váha | polotěžká váha | polotěžká váha | polotěžká váha | polotěžká váha | polotěžká váha | polotěžká váha |  |
| ----------------------- | --------- | --------- | ------------ | ------------ | ------------ | ----- | ----- | -------------- | -------------- | -------------- | -------------- | -------------- | -------------- | -------------- | -------------- | -------------- |  |
| Olympijské hry          | —         |           |              |              | —            |       |       |                | —              |                |                |                | úč.            |                |                |                |  |
| Mistrovství světa       |           | —         |              | úč.          |              | —     |       | —              |                | úč.            |                | úč.            |                | —              | —              | —              |  |
| Panamerické hry         |           |           |              | 3.           |              |       |       | —              |                |                |                | 3.             |                |                |                | 5.             |  |
| Panamerické mistrovství | —         | 2.        | 5.           | —            | —            | 3.    | ?     | —              | 2.             | —              | 3.             | 3.             | 3.             | 5.             | úč.            | 5.             |  |
| Jihoamerické hry        |           |           | ?            |              |              |       | úč.   |                |                |                | 3.             |                |                |                | 1.             |                |  |
| MS juniorů              | 7.        |           |              |              |              |       |       |                |                |                |                |                |                |                |                |                |  |